# Всеволожская улица (Санкт-Петербург)
Все́воложская улица — улица в историческом районе Ржевка Красногвардейского административного района Санкт-Петербурга. Проходит от дома 9, корпус 4 по Камышинской улице до линии Всеволожской железной дороги и кольцевой автодороги. Застроена малоэтажными домами.

## История

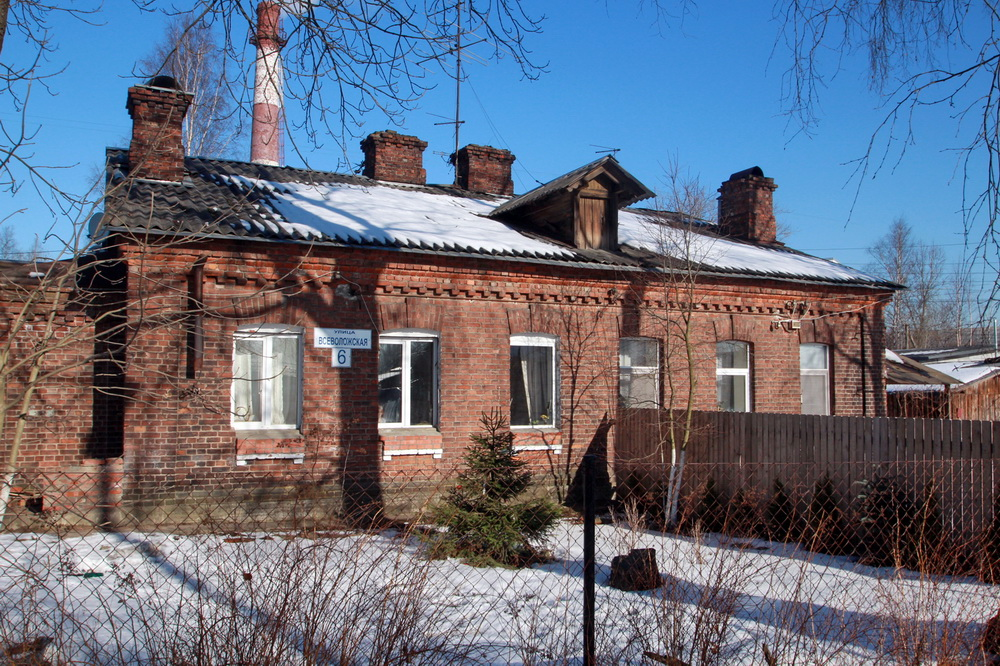
Дом № 6 по Всеволожской улице

Улица получила название 14 августа 1958 года по посёлку Всеволожскому (с 1963 года город Всеволожск). До 1960-х годов проходила до Поселковой улицы.

## Пересечения
С запада на восток (по увеличению нумерации домов) Всеволожскую улицу пересекают следующие улицы:
- Ковалёвская улица — примыкание;
- Кольцевая автодорога — Всеволожская улица примыкает к ней без транспортной развязки.

## Транспорт
Ближайшая ко Всеволожской улице станция метро — «Ладожская» 4-й (Правобережной) линии (около 6,6 км по прямой от начала улицы).
Движение наземного общественного транспорта по улице отсутствует.
Ближайшая ко Всеволожской улице железнодорожная станция — Ржевка (около 550 м по прямой от примыкания Ковалёвской улицы).

## Общественно значимые объекты
- центр социального обслуживания «Ржевка»[4] (у примыкания Ковалёвской улицы) — дом 4, литера А;
- садоводческое некоммерческое товарищество «Земледельцы» — дом 5.